# قانون الأمن الغذائي الوطني لعام 2013
قانون الأمن الغذائي الوطني لعام 2013 (أيضا قانون الحق في الغذاء) هو قانون وُضع من قبل البرلمان الهندي ويهدف إلى توفير الحبوب الغذائية المدعومة لحوالي ثلثي سكان الهند البالغ عددهم 1.2 مليار نسمة. وقد تم توقيع القانون في 12 سبتمبر 2013، بأثر رجعي إلى 5 يوليو 2013.
قانون الأمن الغذائي الوطني، تحول عام 2013 إلى استحقاقات قانونية لبرامج الأمن الغذائي الحالية لحكومة الهند. ويشمل برنامج وجبة منتصف اليوم، ومخطط خدمات تنمية الطفل المتكاملة ونظام التوزيع العام. علاوة على ذلك، فإن هيئة الخدمات الطبية الدولية لعام 2013 تعترف باستحقاقات الأمومة. نظام وجبة منتصف اليوم والخطة المتكاملة لخدمات تنمية الطفل ذات طابعان عالميان في حين أن نظام التوزيع العام سيصل إلى حوالي ثلثي السكان (75 ٪ في المناطق الريفية و 50 ٪ في المناطق الحضرية).
وبموجب أحكام مشروع القانون، يحق للمستفيدين من نظام التوزيع العام الحصول على 5 كيلوغرامات (11 رطلًا) للشخص في الشهر من الحبوب بالأسعار التالية:
الأرز عند 3 درجة مئوية (4.2 ¢ دولار أمريكي) للكيلوغرام الواحد
برميل القمح عند 2 درجة (2.8 ¢ دولار أمريكي) للكيلوغرام الواحد
الحبوب الخشنة عند درجة 1 (1.4 ¢ دولار أمريكي) للكيلوغرام الواحد.
تعتبر النساء الحوامل والأمهات المرضعات وفئات معينة من الأطفال مؤهلون للحصول على الحبوب اليومية المجانية.
كان مشروع القانون مثيرا للجدل إلى حد كبير. وقد تم عرضه في البرلمان الهندي في 22 ديسمبر 2011، وتم أصداره كقانون رئاسي في 5 يوليو 2013، وتم سنه في 12 سبتمبر 2013.
نفذت حكومة أوديشا مشروع قانون الأمن الغذائي في 14 منطقة من 17 نوفمبر 2015، وقد نفذت حكومة ولاية آسام القانون في 24 ديسمبر 2015.

## الأهداف
تم توضيح الهدف من مشروع قانون الأمن الغذائي الوطني في تقرير لجنة لوك سابا، مشروع قانون الأمن الغذائي الوطني2011 التقرير السابع عشر، والذي ينص على أن «الأمن الغذائي يعني توافر كميات كافية من المواد الغذائية لتلبية احتياجات الطلب المحلي وكذلك الوصول على المستوى الفردي إلى كميات كافية من الغذاء بأسعار معقولة.» ويضيف التقرير، «أن التشريع المقترح يمثل نقلة نوعية في معالجة مشكلة الأمن الغذائي - من نهج الرعاية الحالي إلى نهج قائم على الحق. ويحق لحوالي الثلثين (حوالي 67 ٪) من السكان الحصول على المواد الغذائية المدعومة تحت نظام التوزيع العمومي المستهدف، ففي بلد يعاني فيه ما يقرب من 40٪ من الأطفال من سوء التغذية، تزداد أهمية هذا المخطط بشكل كبير»